# Прича о великој гозби
Прича о великој гозби  (позната и као свадбена гозба или свадба царевог сина) је Исусова алегоријска прича која се налази у канонским јеванђељима по Матеју и Луки, као и у неканонском јеванђељу по Томи.
Иако се три верзије разликују у детаљима, основна потка је слична. Прича говори о домаћину који је правио гозбу на којој се званице нису појавиле, па је покупио људе са улица и ставио их за трпезу.

## Прича

### По Матеју
Еванђеље по Матеју наводи следећу верзију приче:

### По Луки
Еванђеље по Луки наводи следећу верзију приче:

### По Томи
Еванђеље по Томи наводи следећу верзију приче:

## Тумачења
Ова прича се есхатолошки тумачи углавном као проширење гозбе са Јевреја на остале народе. Код Луке, проширени позив се посебно односи на „сиромахе, кљасте, богаљасте, и слепе“ (14:21), показујући јасну бригу за „сироте и одбачене“. Други сматрају да ова прича циља на декларисане вернике који немају времена за Бога; они су представљени као људи који су прихватили позив али касније имају разне изговоре.
Код Матеја се налази детаљ којег нема у осталим верзијама: човек који без свадбеног одела долази на гозбу, због чега бива тешко кажњен. Код Матеја, ова прича непосредно следи причу о злим виноградарима, са којом је повезана. Ова веза помаже да се објасни лош третман човека без свадбене одеће. Августин сматра да је свадбену одећу у овој причи обезбедио домаћин, а да одећа симболише љубав, али ово тумачење није било широко прихваћено ни у средњем веку. Мартин Лутер сматра да свадбено рухо представља Христа лично. У то време се водила жива расправа око значења свадбеног руха. Жан Калвин поводом тога каже: „Да ли је свадбено рухо вера или светачки живот? Ово је беспотребна контроверза, јер вера не може бити одвојена од добрих дела, нити чињење добрих дела происходи из било ког другог извора сем вере“.
У Томиној верзији се на крају приче изводи експлицитан закључак против световних послова и живота окренутог стицању, у виду упозорења трговцима и пословним људима.
Алегоријски приказ свадбе се помиње још у причи о верном слуги и причи о десет девица.